# Fläckig blombock
Fläckig blombock (Rutpela maculata) är en skalbagge i familjen långhorningar. Den är 13 till 20 millimeter lång. 